# Giro dell'Emilia 1961
Il Giro dell'Emilia 1961, quarantacinquesima edizione della corsa, si svolse il 4 ottobre 1961 su un percorso di 221 km. La vittoria fu appannaggio dell'italiano Diego Ronchini, che completò il percorso in 5h52'14", precedendo i connazionali Giorgio Zancanaro e Franco Balmamion.
I corridori che tagliarono il traguardo di Bologna furono 93.

## Ordine d'arrivo (Top 10)
| Pos. | Corridore           | Squadra        | Tempo    |
| ---- | ------------------- | -------------- | -------- |
| 1    | Diego Ronchini      | Carpano        | 5h52'14" |
| 2    | Giorgio Zancanaro   | Philco         | a 20"    |
| 3    | Franco Balmamion    | Bianchi        | s.t.     |
| 4    | Giovanni Verucchi   | Torpado        | s.t.     |
| 5    | Carlo Brugnami      | Torpado        | a 1'15"  |
| 6    | Angelo Conterno     | Baratti-Milano | s.t.     |
| 7    | Gastone Nencini     | Ignis          | s.t.     |
| 8    | Aldo Moser          | Ghigi          | s.t.     |
| 9    | Graziano Battistini | Legnano        | s.t.     |
| 10   | Vittorio Adorni     | Vov            | s.t.     |